# Криминальная история христианства
Кримина́льная исто́рия христиа́нства (нем. Kriminalgeschichte des Christentums) — десятитомный главный труд немецкого писателя и критика религии Карлхайнца Дешнера. Первый том вышел в 1986 году, а десятый — в 2013.
Частичные или полные переводы издания были опубликованы на греческом, испанском, итальянском, польском и русском языках. В России планировалось издание первых четырёх томов, вышедших к 1995 году, но удалось издать лишь первые два (в 1996 и в 1999 году издательством Терра) в переводе В. Н. Хмары.

## Содержание
Дешнер описывает в деталях преступления различных христианских церквей, конфессий, сект и их представителей, а также христианских правителей в ходе 2000-летней истории христианства. Труд охватывает историю христианской церкви за 2000 лет от её истоков до наших дней:
Том 1. Ранний период. От истоков Ветхого Завета до смерти св. Августина (430 г.).
Том 2. Поздняя Античность. От католических «детей-императоров» до истребления арианских вандалов и остготов при Юстиниане I (527–565 гг.).
Том 3. Древняя Церковь. Подделка, оболванивание, эксплуатация, уничтожение.
Том 4. Раннее Средневековье. От короля Хлодвига I (около 500 г.) до смерти Карла Великого (814 г.).
Том 5. IX — X века. От Людовика Благочестивого (814 г.) до смерти Оттона III (1002 г.).
Том 6. XI — XII века. От императора Генриха II «Святого» (1002 г.) до конца Третьего крестового похода (1192 г.).
Том 7. XIII — XIV века. От императора Генриха VI. (1190 г.) до императора Людвига IV Баварского (1347 г.).
Том 8. XV — XVI века. От Авиньонского пленения пап до Аугсбургского религиозного мира.
Том 9. Середина XVI — начало XVIII века. От геноцида в Новом Свете до начала Просвещения.
Том 10. XVIII век и перспективы последующих времен. Короли по милости Божией и упадок папства.

## Оценки и критика
Сочинение К. Дешнера произвело сенсацию и получило различные оценки.
В 1992 году в Католической академии города Шверте профессором исторического богословия Зигенского университета Хансом Райнхардом Зелигером был организован и проведён симпозиум по темам, затронутым Дешнером в первых двух томах «Криминальной истории христианства». По итогам мероприятия был издан сборник статей 23 докладчиков, в которых был представлен критический взгляд на подход Дешнера при разработке заявленной темы.

## Издания
- Kriminalgeschichte des Christentums (zehn Bände). Rowohlt, Reinbek 1986ff
  - Band 1: Die Frühzeit. Von den Ursprüngen im Alten Testament bis zum Tod des hl. Augustinus (430) Rowohlt, Reinbek 1986, ISBN 3-498-01263-0
  - Band 2: Die Spätantike. Von den katholischen „Kinderkaisern“ bis zur Ausrottung der arianischen Wandalen und Ostgoten unter Justinian I. (527–565) Rowohlt, Reinbek 1989, ISBN 3-498-01277-0
  - Band 3: Die Alte Kirche. Fälschung, Verdummung, Ausbeutung, Vernichtung Rowohlt, Reinbek 1990, ISBN 3-498-01285-1
  - Band 4: Frühmittelalter. Von König Chlodwig I. (um 500) bis zum Tode Karls des Großen (814) Rowohlt, Reinbek 1994, ISBN 3-498-01300-9
  - Band 5: 9. und 10. Jahrhundert. Von Ludwig dem Frommen (814) bis zum Tode Ottos III. (1002) Rowohlt, Reinbek 1997. ISBN 3-498-01304-1
  - Band 6: 11. und 12. Jahrhundert. Von Kaiser Heinrich II. dem „Heiligen“ (1002) bis zum Ende des Dritten Kreuzzugs (1192) Rowohlt, Reinbek 1999, ISBN 3-498-01309-2
  - Band 7: 13. und 14. Jahrhundert. Von Kaiser Heinrich VI. (1190) zu Kaiser Ludwig IV. dem Bayern (1347) Rowohlt, Reinbek 2002, ISBN 3-498-01320-3
  - Band 8: 15. und 16. Jahrhundert. Vom Exil der Päpste in Avignon bis zum Augsburger Religionsfrieden Rowohlt, Reinbek 2004, ISBN 3-498-01323-8
  - Band 9: Mitte des 16. bis Anfang des 18. Jahrhunderts. Vom Völkermord in der Neuen Welt bis zum Beginn der Aufklärung Rowohlt, Reinbek 2008, ISBN 978-3-498-01327-1
  - Band 10: 18. Jahrhundert und Ausblick auf die Folgezeit. Könige von Gottes Gnaden und Niedergang des Papsttums  Rowohlt, Reinbek 2013, ISBN 978-3-498-01331-8

Издания на русском языке
- «Криминальная история христианства: в 4 книгах»
  - Дешнер К. Криминальная история христианства: В 4 кн. Кн. 1: Ранний период / Пер. с нем. В. Н. Хмары. — М.: Издательский центр "Терра", 1996. — 460 с. — ISBN 5-300-00790-0.
  - Дешнер К. Криминальная история христианства: В 4 кн. Кн. 2: Поздняя античность / Пер. с нем. В. Н. Хмары. — М.: Издательский центр "Терра", 1999. — 540 с. — ISBN 5-300-02658-1.